# Suzunskij rajon
Il Suzunskij rajon è un rajon (distretto) dell'oblast' di Novosibirsk, nella Russia siberiana sudoccidentale. Il capoluogo è la città di Suzun.